# Wells (condado de Rutland)
Wells es un lugar designado por el censo ubicado en el condado de Rutland en el estado estadounidense de Vermont. En el año 2010 tenía una población de 2,269 habitantes.

## Geografía
Wells se encuentra ubicado en las coordenadas 43°25′30″N 73°12′29″O / 43.42500, -73.20806.